# خمان ريشي عريض
الخَمَان الريشي العريض نوع نباتي ينتمي إلى جنس الخَمَان من الفصيلة المسكية.
موطنه منطقة شرق آسيا وكوريا.